# Írán na Letních olympijských hrách 1992
Írán na Letních olympijských hrách 1992 ve španělské Barceloně reprezentovalo 40 sportovců v 7 sportech.

## Medailisté
| Medaile | Jméno              | Sport | Disciplína               |
| ------- | ------------------ | ----- | ------------------------ |
| Stříbro | Askar Mohammadaján | Zápas | Muži volný styl do 62 kg |
| Bronz   | Amír'rezá Chádem   | Zápas | Muži volný styl do 74 kg |
| Bronz   | Rasúl Chádem       | Zápas | Muži volný styl do 82 kg |